# ロバート・グローヴナー (第2代エブリー男爵)

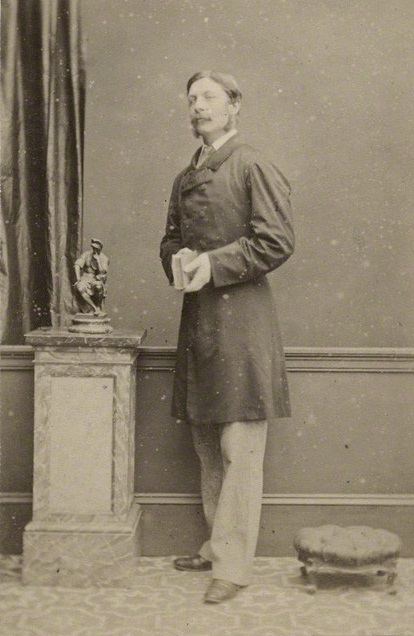
第2代エブリー男爵の肖像写真、1860年代撮影。

第2代エブリー男爵ロバート・ウェルズリー・グローヴナー（英語: Robert Wellesley Grosvenor, 2nd Baron Ebury、1834年1月25日 – 1918年11月13日）は、イギリスの貴族、政治家。自由党に属し、1865年から1874年まで庶民院議員を務めた。

## 生涯
初代エブリー男爵ロバート・グローヴナーと妻シャーロット・アーバスノット（Charlotte Arbuthnot、1808年1月25日 – 1891年11月21日、初代カウリ男爵ヘンリー・ウェルズリーの娘）の長男として、1834年1月25日に生まれた。ハーロー校とキングス・カレッジ・ロンドンで教育を受けた。
1853年8月5日、少尉としてライフガーズ第1連隊に入隊した。1859年4月8日、大尉への辞令を購入して昇進した。1866年12月1日、軍務から引退した。
1865年イギリス総選挙で自由党候補としてウェストミンスター選挙区から出馬、4,534票（得票数1位）で当選した。1868年イギリス総選挙で6,584票（得票数2位）を得て再選、1874年イギリス総選挙をもって議員を退任した。その後、1886年に自由統一党に転じた。
1870年3月10日、チェシャー・ヨーマンリー連隊の大尉に任命された。1882年12月23日、ノーサンプトンシャーの副統監に任命された。
1893年11月18日に父が死去すると、エブリー男爵位を継承した。
1918年11月13日に死去、長男ロバート・ヴィクターが爵位を継承した。

## 家族
1867年7月20日、エミリー・ボージョレ・ホワイト（Emilie Beaujolais White、1844年1月4日 – 1923年12月18日、初代アナリー男爵ヘンリー・ホワイトの次女）と結婚、4男2女をもうけた。
- ロバート・ヴィクター（1868年6月28日 – 1921年11月5日） - 第3代エブリー男爵[2]
- ヒュー（1869年10月8日 – 1900年8月6日） - 生涯未婚[2]
- モード（1874年8月18日 – 1948年6月2日） - 1897年10月6日、モーリス・ジョージ・カー・グリン（Maurice George Carr Glyn、パスコー・グリン閣下（英語版）の息子）と結婚[2]
- ギルバート（1878年9月18日 – 1891年2月16日[2]）
- アリス・キャサリン・シベル（Alice Katherine Sibell、1880年9月26日 – 1948年4月17日） - 1902年2月10日、初代ウィンボーン子爵アオヴァー・ゲスト（英語版）と結婚、子供あり[2]
- フランシス・エジャートン（1883年9月8日 – 1932年5月15日） - 第4代エブリー男爵[2]